# On Watanabe
Pour les articles homonymes, voir Watanabe.
On Watanabe (渡辺 温, Watanabe On), 26 août 1902 - 10 février 1930) est un écrivain japonais, de littérature policière et fantastique. Il est le frère cadet de l'écrivain Keisuke Watanabe (ja) (1901-2002). Il est né dans la ville de Hokuto à Hokkaidō.
Il meurt victime d'un accident de chemin de fer.

## Biographie
Dès 1905, il passe sa petite enfance dans des taudis de Fukagawa dans la banlieue de Tokyo. En 1912, il déménage dans le village de Sukegawa (actuelle Hitachi) dans la préfecture d'Ibaraki. En 1920, il intègre l'université Keiō à Tokyo en classe préparatoire de lettres et arts.
En 1924, il envoie son texte Ombre à la revue Platon afin de répondre à appel d'offres public autour des projets des films La fille (Jōsei) et Douleur et plaisir (Kuraku). Il termine premier. À l'époque, les juges n'étaient autres que Jun'ichirō Tanizaki ou encore Kaoru Osanai. 
Durant cette même période, il fait la rencontre de l'actrice Michiko Oikawa qui travaille alors au petit théâtre de Tsukiji mais leur relation amoureuse tourne court. Étant malade, l'actrice refuse sa proposition de mariage.
On Watanabe sort diplômé de l'université Keiō en 1926. En janvier 1927, lors de l'inauguration de la promotion du co-directeur en chef de la revue Nouvelle jeunesse (Shinseinen)  Seishi Yokomizo, On Watanabe intègre les éditions Hakubunkan en tant qu'assistant éditorial. D'après une anecdote de la maison d'édition, On Watanabe, vêtu d'une jaquette et d'un haut-de-forme afficha très tôt son goût pour la modernité.
En juillet 1928, après s'être dévoué pour la production littéraire de la maison, il quitte son poste. Au côté de Edogawa Ranpo, il fait publier les œuvres traduites d'Edgar Allan Poe et Friedrich Hoffmann. Puis, en tant que nègre littéraire de Tokihiko Okada, il lui conseille d'écrire des romans de détectives.
En novembre 1928, il réintègre les éditions Hakubunkan pour la revue Nouvelle jeunesse (Shinseinen).
Le 9 février 1930, à Okamoto, alors qu'il se rendait chez Jun'ichirō Tanizaki, son taxi est pris dans un passage à niveau. Tanizaki fait publier en avril 1930 un hommage dans la revue Nouvelle jeunesse et il y publie, entre 1930 et 1932, son roman Bushūkōhiwa, au sujet duquel On Watanabe venait lui rendre visite, le jour de l'accident, afin de soutenir ce projet.